# Mappō
Mappō (末法, en xinès pronunciat Mòfǎ}} o el declivi de l'Edat de Dharma, és la "degenerada" Tercera Edat del budisme. Durant aquesta edat degenerada, les persones seran incapaces d'arribar a la il·luminació a través de la paraula de Buda Sakyamuni, i es convertirà en una societat moralment corrupta. En el pensament budista, fins i tot durant l'Edat del Dharma, els ensenyaments de Buda són encara correctes, però la gent ja no és capaç de seguir les normes.
Les referències a la disminució del Dharma al llarg del temps es poden trobar en textos budistes Mahayana com el Sutra del Diamant i el Sutra del Lotus, però també en menor grau en alguns textos del Cànon Pali, com el Cullavagga del Vinaya Pitaka. La escoles Terra Pura del budisme a la Xina i el Japó creuen que som ara en aquesta última edat de "degeneració del Dharma".